# LG Optimus Pad LTE
LG Optimus Pad LTE (он же LG Optimus Pad 2) — планшетный компьютер, разработанный LG Electronics как прямой преемник оригинального LG Optimus Pad, выпущенного в Южной Корее в январе 2012 года. Планировалось, что LG Optimus Pad LTE будет выпущен во всем мире, но он был отменен из-за слабых продаж на внутреннем рынке и неоднозначного или отрицательного отношения к устройству, в результате чего LG на короткое время отказалась от производства планшетов на мировом рынке. Преемником модели стал LG G Pad 8.3.

## Характеристики
LG Optimus Pad LTE имеет 2-мегапиксельную фронтальную камеру и 8-мегапиксельную заднюю камеру. Как и его предшественник, он оснащен 8,9-дюймовым сенсорным экраном с поддержкой Wi-Fi 802.11b/g/n и Bluetooth 2.1 и оснащен литий-ионным аккумулятором емкостью 6800 мАч, который работает на двухъядерном чипсете Qualcomm с частотой 1,5 ГГц и Android 3.2 Honeycomb с интерфейсом Optimus. И может быть обновлен до 4.1.2 Jelly Bean с Cyanogenmod и Optimus UI.